# 馮邴
冯邴，先祖始平（今陕西省兴平市东南）人，五代十国南汉至北宋官员。
曾祖父冯禧，唐朝末年在广州为官，遇到黄巢之乱，于是定居岭南。南汉刘隐礼待中原人士，冯禧会术数，名彻岭南。传三世至馮邴，担任日御。馮邴秉承家学，世任其职。宋朝灭南汉，冯邴随后主至开封府，在北宋担任保章正。其子冯元。